# アルチオーネ (水雷艇)
アルチオーネ（Alcione、アルキオネ）はイタリア王立海軍のスピカ級水雷艇。

## 艦歴
1938年8月、就役したばかりのこの艦はエルバ島沖で訓練サイクルに参加した。

### 第二次世界大戦
イタリアが第二次世界大戦に参戦した時点で、アルチオーネは同型艦のアイローネ、アレテューサおよびアリエールとともに、メッシーナを拠点とする第1水雷艇戦隊に属していた。当初、アルチオーネは機雷敷設任務に従事した。
1940年7月29日、アルチオーネと第1戦隊の他の3隻はナポリからベンガジへと向かう蒸気客船マルコ・ポーロ、武装商船チッタ・ディ・パレルモおよびチッタ・ディ・ナポリからなる船団による「トランスポルト・ヴェローチェ・レント」作戦の護衛（第13戦隊の水雷艇チルチェ、クリオ、クリメーネ、チェンタウロ）を増強するために派遣された。
1940年9月5日から6日の夜間、アルチオーネは同型艦アレテューサ、アリエールおよびアルタイルとともにバレッタ海域に機雷56発からなる機雷原を敷設した。
10月10日、アルチオーネとアイローネは、第89飛行隊の水上機とともにシラクサ沿岸で対潜戦を実施し、英潜水艦トライアドを撃沈したものと考えていた。しかし実際には、その艦が撃沈されたのは当時ターラント湾で起きたトーチとの戦闘によるものだったことが確実である。

#### パッセロ岬沖海戦
1940年10月11日から12日にかけての夜、ルイジ・ボナッティ大尉が指揮するアルチオーネは、ジョヴァンニ・オリヴァ中佐の指揮の下、アイローネ、アリエールおよび第11部隊の駆逐艦（アルティリエーレ、ジェニエーレ、アヴィエーレ、カミチア・ネーラ (駆逐艦)）とともにマルタ島東海域に、当海域にいるはずの英艦を探す哨戒任務に派遣された。哨戒は10月12日の午前1時に速度12ノット、進路270度、それぞれの水雷艇が4カイリずつ離れてはじめられた。アルチオーネは部隊の戦闘で最も北に位置し、他の水雷艇がそれに続き、駆逐艦部隊は最も南に位置した。午前1時38分、アルチオーネは視認されることなくマルタへの船団護衛の後でアレクサンドリアへ帰投中のイギリス海軍の大船団の一部である軽巡洋艦エイジャックスを南から南東の18,000メートルの距離で視認した。探知信号を発信したのち、アルチオーネは決然と攻撃に向かい、即座に同型艦が続いた。約20分かけて石器したのち、1時57分にアルチオーネは1,800メートルの距離でエイジャックスの左舷に向けて魚雷2発を発射したが命中しなかった。さらなる魚雷を発射する前に、アイローネが4発の武器を発射した後、進路を反転させて砲撃を開始し、激しい戦闘を引き起こしたが、アイローネの位置のため、アルチオーネは追加の魚雷を発射できないため101mm砲で15発の無益な砲撃を行った後、2時3分にエイジャックスとの接触を失った。同型艦はさらに悲惨な運命をたどり、アイローネは敵艦の至近距離からの砲火により炎上する残骸となり、アリエールは爆発して短時間で沈没した。退避の操艦を終え、0時45分に第11部隊に戦闘の発生を報告した後、アルチオーネは戦闘海域に戻り、浮かんでいるアイローネの残骸に遭遇し、アルチオーネは同型艦の乗組員を救助し、アイローネは3時34分に損傷のため沈没した。アリエールの生存者の一部を救助した後、アルチオーネは問題なくアウグスタへ向けて航行し、10月12日の朝8時頃に到着した。

#### 1940年のその後の活動
1940年11月27日の午後5時、アルチオーネは同型艦のヴェガ、シリオ、サジッタリーオとともにトラーパニから出港し、イギリスの「カラー」作戦が進行中で（後にスパルティヴェント岬沖海戦に発展）地中海艦隊のほとんどが出動していたシチリア海峡の夜間哨戒に出動した。しかし、4隻うちのシリオだけが28日午前0時33分にイギリスの船に対して魚雷攻撃を行ったものの失敗に終わった。
1940年12月からはリビア航路の船団護衛を務め、その後アドリア海やエーゲ海でも任務に就いた。

#### 1941年
1941年3月6日、アルチオーネは大型の近代的な貨物船アンドレア・グリッティおよびセバスティアーノ・ヴェニエルをパレルモまで護衛するためナポリを出港し、2日後に到着した。パレルモで加わった水雷艇パラーデとポルーチェ、そしてこの船団と別の船団の両方を護衛した同様の艦艇チェンタウロおよびクリオからなる追加の護衛を受けてシチリアの港からトリポリに向かって進み、3月11日午後1時30分に損害を受けることなく到着した。
3月28日から30日にかけて、アルチオーネ、チルチェ、サジッタリーオは2隻のMASとともに、リビアへ向かう船団を組んで航行中に英潜水艦アットモストからの魚雷攻撃を受けたドイツの蒸気船ルールの救助に派遣され、後に魚雷攻撃を受けた別の蒸気船ガリレアとともにトリポリまで護衛した（両船とも救助された）。
1941年に火力不足となった13.2 mm機関銃が廃止され、8門の20/65 mm機関砲に置き換えられた。

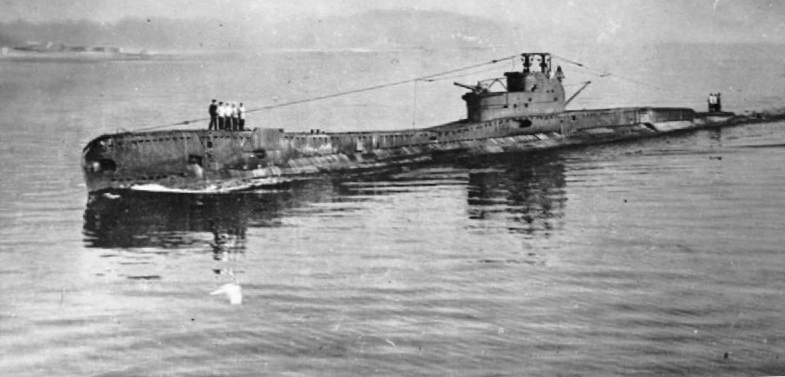
アルチオーネを撃沈した英潜水艦トルーアント

#### 沈没
1941年12月10日の午後、ガリオーネ大尉（ファルクッチの後任）の指揮のもと、アルチオーネはスダ湾へと向かう油槽船アルカおよびエリスを護衛してピレウスを出港し、翌日の11時5分にアクロティリ（ハニア）が見える地点に到着した。14時50分、船団がスダ湾の入り口に差し掛かった時に、数機のイタリア＝ドイツ合同の水上機が北緯35度29分、東経24度11分（リマン岬沖）の地点で、2発の魚雷発射を示す気泡を発見したが実際には4発で、魚雷を発射したのは13時20分にドレパノ岬の012度地点で船団を発見し、14時32分に3,200メートルの距離から雷撃した英潜水艦トルーアントだった。水上機は魚雷発射地点に爆弾を投下し、同時にロケット弾8発（白色7、緑色1）を発射して艦艇に攻撃されていることを警告した。水雷艇は最後のロケット弾しか確認できておらず敵潜水艦への攻撃を試みたが、間もなく魚雷2発の航跡を発見した。アルチオーネは1発目は回避したが2発目が艦尾に命中して大爆発が起きた。アルチオーネに搭載してた機雷の一部が誘爆し、動けなくなった同艦はゆっくりと沈み始めた。エリスはまだ浮いていたアルチオーネをスダに向けて曳航しようとしたが、途中で間に合わないとみてマラティ付近で座礁させようとしたがこの試みも功せず、15時35分に突然左舷側に大きく傾き、船体の一部を残して浅瀬に沈没した。
アルチオーネの乗組員のうち17名が死亡し、重傷1名を含む14名が負傷した。

## 歴代艇長
指揮官
- ジュゼッペ・フォッリ大尉（1909年4月4日 ボローニャ生）（1940年6月10日 - 9月1日）
- ルイジ・ボナッティ大尉（1909年12月1日 フィレンツェ生）（1940年9月2日 - 12月）
- ルイジ・ファルクッチ大尉（1911年11月13日 ポルトフェッラーイオ生）（1941年1月 - 12月10日）
- アントーニオ・ガリオーネ大尉（1906年11月4日 トッレ・デル・グレーコ生）（1941年12月10日 - 11日）